# Alfaraz de Sayago
Alfaraz de Sayago é um município da Espanha na província de Zamora, comunidade autónoma de Castela e Leão, de área 73,35 km² com população de 194 habitantes (2004) e densidade populacional de 2,64 hab/km².

## Demografia
| Variação demográfica do município entre 1991 e 2004 | Variação demográfica do município entre 1991 e 2004 | Variação demográfica do município entre 1991 e 2004 | Variação demográfica do município entre 1991 e 2004 |
| --------------------------------------------------- | --------------------------------------------------- | --------------------------------------------------- | --------------------------------------------------- |
| 1991                                                | 1996                                                | 2001                                                | 2004                                                |
| 259                                                 | 232                                                 | 197                                                 | 194                                                 |